# Västernorrlands museum

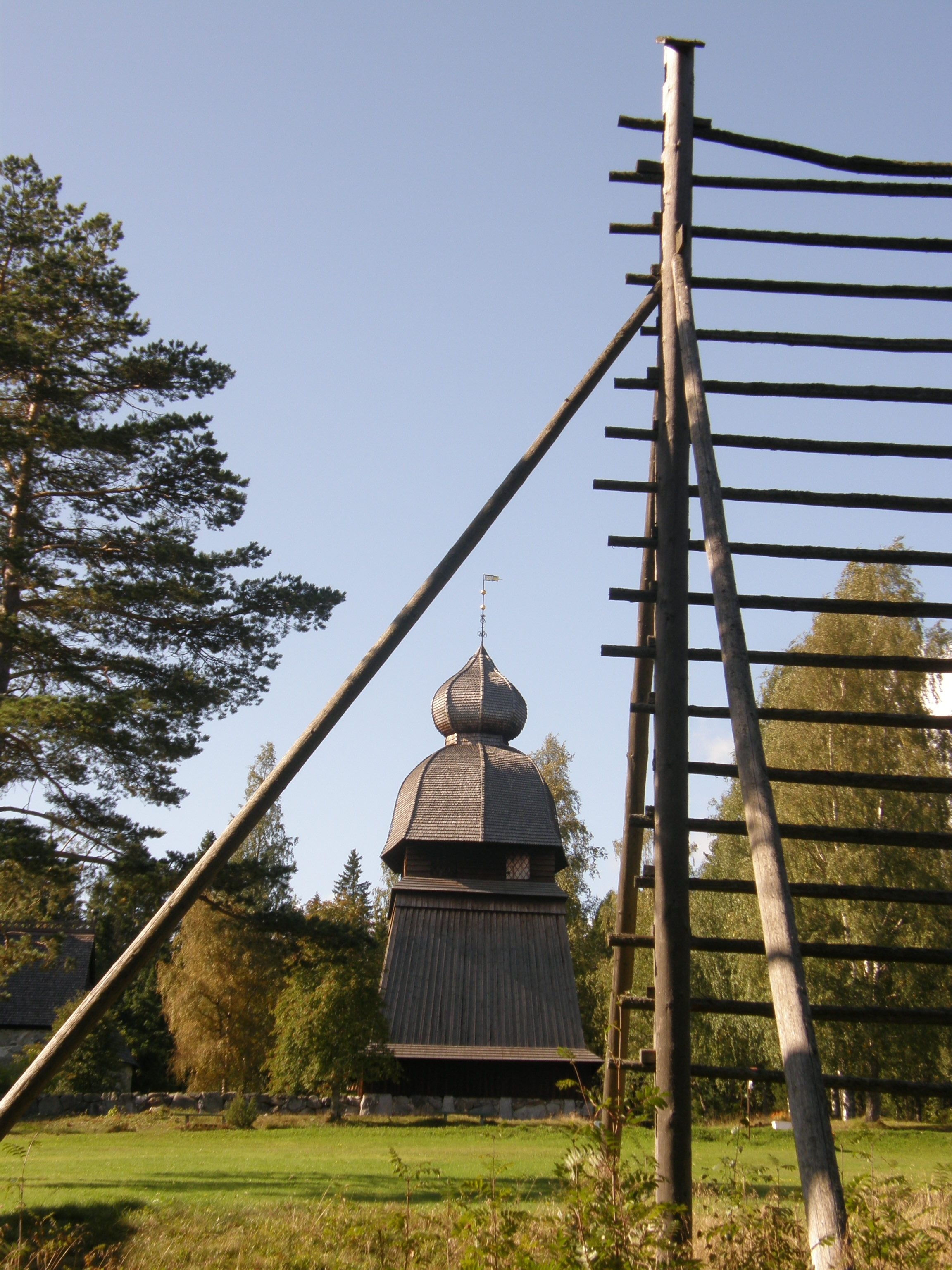
Klockstapel och kornhässja.

Västernorrlands museum, före 2018 Murberget, Länsmuseet Västernorrland, är ett länsmuseum beläget på Murberget i Härnösand. 

## Historia
År 1880 bildades i Härnösand Västernorrlands läns museisällskap, som är grunden till dagens länsmuseum.  Initiativtagaren var biskopen i Härnösands stift, Lars Landgren.
Museisällskapet gjorde direkt två bestående insatser: dels förstärktes nipbranten i Prästmon, där lämningarna efter Styresholms medeltida fogdeborg höll på att spolas bort av Ångermanälven, dels köpte föreningen Ulvö kapell som var rivningshotat.
Efter biskop Landgrens död förde museisällskapet en alltmer tynande tillvaro och först med folkskoleinspektören Theodor Hellman återupptogs verksamheten med förnyad kraft. År 1913 lade Theodor Hellman grunden till friluftsmuseet på Murberget, vars område skänkts till Västernorrlands museisällskap av Härnösands stad med ambitionen att göra det till ett Skansen för Västernorrlands län, och han verkade som Murbergets intendent fram till 1946. Den första byggnaden som flyttades till området var en klockstapel från Ullånger. Därefter växte sedan de olika miljöerna fram: byn med dess olika byggnader, fäbodvall, skola, kyrka, gästgiveri, sameviste och herrgårdsmiljö. Kyrkan på Murberget byggdes i medeltida norrländsk stil under åren 1925–1929. Hellman lät även flytta det gamla rådhuset i Härnösand till Murberget.
År 1947 tog sonen Bo Hellman över verksamheten och under hans tid tillkom stadsbebyggelsen vid Murbergstorget. Han utvecklade även den arkeologiska verksamheten och startade en dokumentation av hela länets bebyggelse.
1978 tillträdde Tommy Puktörne som landsantikvarie, och under hans ledning breddades verksamheten ytterligare och blev alltmer utåtriktad.
Västernorrland fick slutligen år 1994, som sista län i Sverige, en egen museibyggnad. Byggnaden är ritad av arkitekten Gunnar Mattsson, och rymmer ett antal arkiv och magasin, konservators- och fotoateljé, hörsal, kafé med butik, och utställningslokaler. 
2001 tillträdde Bengt Edgren som landsantikvarie och länsmuseichef. Under Bengt Edgrens ledning byggdes utescenen nedanför kyrkan på Murbergets friluftsmuseum 2004-2005. Scenen ritades av arkitekten Gunnar Mattsson, som tidigare ritat museibyggnaden. Bengt Edgren och stiftelsens styrelse utvidgade länsmuseets verksamhet genom att verksamheten vid Ångermanlands textilarkiv införlivades 2009. Arkivet hade tidigare drivits av Ångermanlands Hemslöjdsförbund, nu blev den hela länets Textilarkivet Västernorrland.
2018 bytte museet namn från Murberget, Länsmuseet Västernorrland till det nuvarande namnet.

## Museichefer
- 1909–1946 Theodor Hellman
- 1947–1976 Bo Hellman
- 1977–2000 Tommy Puktörne
- 2001–2012 Bengt Edgren
- 2012–2015 Lillian Rathje
- 2015 Robert Olsson
- 2016– Jenny Samuelsson